# Acanthoderes rufofemorata
Acanthoderes rufofemorata är en skalbaggsart som beskrevs av Aurivillius 1925. Acanthoderes rufofemorata ingår i släktet Acanthoderes och familjen långhorningar. Inga underarter finns listade i Catalogue of Life.